# Chiyoko Shimakura
Chiyoko Shimakura (島倉 千代子, Shimakura Chiyoko), 30 mars 1938 – 8 novembre 2013, est une chanteuse du genre enka et une présentatrice de télévision japonaise. Elle était considérée comme la « déesse du enka ».

## Biographie
Chiyoko naît dans l'arrondissement de Shinagawa de Tokyo au Japon.  Elle remporte en 1954 le premier prix d'un concours de chansons de Columbia Music Entertainment. En 1955, elle réalise son premier enregistrement avec le simple Konoyo no Hana. En tant que chanteuse enka elle participe 35 fois à l'émission télévisée Kohaku Uta Gassen mais elle oublie les paroles de sa chanson en 1996. Elle prend de nouveau part à l'émission en 2004.
Après un long combat contre un cancer du foie, elle meurt le 8 novembre 2013 à l'âge de 75 ans.

## Discographie partielle
- 1955 : Konoyo no hana (この世の花?) : Chiyoko joue elle-même dans le film homonyme.
- 1957 : Tōkyō dayo okkasan (東京だョお母さん?)
- 1987 : Jinsei iroiro (人生いろいろ?)

## Filmographie partielle
- 1957 : A Farewell to the Woman Called My Sister (en) (別れの茶摘歌 姉妹篇 お姉さんと呼んだ人, Wakare no chatsumi-uta shimai-hen: Oneesan to yonda hito?) d'Ishirō Honda
- 1978 : Un joueur de base-ball nommé Third (サード, Sādo?) de Yōichi Higashi